# Dalbergia congestiflora
Dalbergia congestiflora är en ärtväxtart som beskrevs av Henri François Pittier. Dalbergia congestiflora ingår i släktet Dalbergia, och familjen ärtväxter. Inga underarter finns listade i Catalogue of Life.